# Hôtel Potocki
L’hôtel Potocki est un hôtel particulier situé 27 avenue de Friedland dans le 8e arrondissement de Paris, construit entre 1878 et 1884 pour le comte polonais Mikołaj Szczęsny Potocki par l'architecte Jules Reboul. L'un des plus remarquables exemples conservés du style inspiré par l'architecture classique française, il abrite aujourd'hui la chambre de commerce et d'industrie de région Paris - Île-de-France.

## Histoire
C'est en 1857 qu'un hôtel particulier fut construit sur un terrain ayant appartenu à un certain Bleuart et à la Société du quartier de la Chartreuse Beaujon (cf. rue Balzac) par Jean-Louis Renaud, architecte de la Compagnie du Chemin de fer de Paris à Orléans.
En 1867, cet hôtel fut acquis par le comte Grzegorz Potocki, fils naturel du comte polonais Mieczysław Franciszek Józef Potocki. Le comte Grzegorz Potocki mourut le 16 avril 1871 à Saint-Cloud des suites d'une blessure causée par un éclat d'un obus allemand tombé dans la cour de son hôtel pendant le siège de Paris. Son hôtel passa alors à son père puis, à la mort de ce dernier, le 26 novembre 1878, à son fils légitime, le comte Mikołaj Szczęsny Potocki (1845-1921), arrivé en France vers l'âge de 10 ans. Mikołaj Szczęsny Potocki épousa en 1870 une Italienne, la princesse Emmanuela Pignatelli (1852-1930), dont le père était l'ambassadeur de Naples en Russie. Ils se séparèrent en 1887. La comtesse Emmanuela Potocka s'installa à Auteuil, où elle mourut seule et dans la misère dans les années 1930.
En 1879 et 1882, les Potocki purent agrandir leur propriété parisienne en faisant l'acquisition d'immeubles sis nos 14, 14bis et 16 rue Chateaubriand et no 14 rue Balzac. Ils entreprirent de faire transformer l'hôtel par l'architecte Jules Reboul. Celui-ci reconstruisit la totalité de la façade sur l'avenue et restructura complètement le bâtiment.
Les communs, situés no 16 rue Chateaubriand, étaient célèbres, particulièrement les écuries pourvues de stalles en acajou pour trente-huit chevaux et d'abreuvoirs en marbre rose. Les remises pouvaient contenir jusqu'à cinquante voitures. Le premier piqueur avait sous ses ordres une cinquantaine de palefreniers.
Après la mort du comte Mikołaj Szczęsny Potocki, le 3 juin 1921, l'hôtel et ses dépendances furent vendus en mai 1923 par son cousin et légataire universel, le comte Alfred Józef Potocki, à la chambre de commerce et d'industrie de Paris, qui y installa ses bureaux. Pour cela, elle fit transformer la propriété en 1925-1927 par les architectes Paul Viard et Marcel Dastugue. Ceux-ci firent abattre les communs et ajoutèrent deux ailes, dans un style correspondant à celui de la façade principale. La première aile dans les années 1920 sur la rue de Balzac, et la seconde aile dans les années 1930. Une salle des séances, une salle des fêtes et une grande salle à manger furent aménagées par Jacques-Émile Ruhlmann, assisté du sculpteur Joseph Bernard et du décorateur Jules Leleu.

## Éléments remarquables
- La grande porte monumentale en bronze, créée par la maison d'orfèvrerie Christofle ;
- Juste derrière cette porte, le grand escalier ;
- Au-dessus de l'escalier, une série de 6 tapisseries flamandes réalisées vers 1660 à Bruxelles, qui racontent l'histoire d'un seigneur de Sicile du XVe siècle ;
- La grande salle de réception de la chambre de commerce et d'industrie de Paris, de style art déco signé Ruhlmann, inaugurée en décembre 1927 en présence du président de la république Gaston Doumergue ;
- Le bureau du président de la chambre de commerce et d'industrie de Paris est l'ancienne chambre à coucher de la princesse Potocka[1],[2],[3] ;
- Vase de Sèvres par Jacques-Émile Ruhlmann, réplique de l'un des sept vases créés par le décorateur pour les espaces de réception des Premières classes sur le paquebot Île-de-France (1927) ;
- Tapisserie de Jean Picart Le Doux (La ville de Paris), au centre de la salle des séances.

Certains éléments de l'hôtel font l'objet d'une inscription ou d'un classement au titre des monuments historiques depuis le 14 mars 1991.